# اوسکن
اوسکن (به لاتین: Öskən) یک منطقه مسکونی در جمهوری آذربایجان است که در شهرستان تووز واقع شده است.